# Arms-to-Iraq
O caso Arms-to-Iraq dizia respeito à descoberta da venda de armas endossada pelo governo por empresas britânicas ao Iraque então sob o regime de Saddam Hussein. O escândalo contribuiu para a crescente insatisfação com o governo conservador de John Major e a atmosfera de imoralidade que colaborou para a vitória eleitoral do Partido Trabalhista de Tony Blair nas eleições gerais de 1997. Todo o caso também destacou a fraqueza da convenção constitucional de responsabilidade ministerial individual, levando à sua codificação como Código Ministerial pelo governo Blair.
Após a primeira Guerra do Golfo de 1991, houve interesse em saber até que ponto as empresas britânicas estavam fornecendo ao governo de Saddam Hussein os materiais para prosseguir com a guerra. Quatro diretores da fabricante britânica de ferramentas de máquinas Matrix Churchill foram julgados por fornecer equipamentos e conhecimento ao Iraque, mas em 1992 o julgamento fracassou, quando foi revelado que a empresa havia sido aconselhada pelo governo sobre como vender armas ao Iraque. Vários dos diretores foram posteriormente pagos com compensação.

## Ver tmbém
- Iraqgate